# Inia (république de l'Altaï)
Inia (en russe : Иня́, en altaï méridional : Ийин, Iïin) est un village de la république de l'Altaï, en Sibérie, en Russie. Chef-lieu de la municipalité d'Inia, il se trouve dans le raïon d'Oungoudaï, sur les rives de la rivière Katoun. L'achèvement de son pont, le pont d'Inia, en 1936, a permis de terminer la construction de la route de la Tchouïa. Sa population s'élevait à 670 habitants lors du recensement de 2021.

## Géographie

### Situation
Inia se trouve dans la république de l'Altaï, une république (sujet) russe du sud de la Sibérie occidentale. Le sujet fait partie du district fédéral sibérien, et le village se situe à 550 km au sud-est de Novossibirsk, la capitale du district. Elle se trouve aussi à 250 km à l'est de Moscou, ainsi qu'à 175 km au sud-sud-est de Gorno-Altaïsk, la capitale de la république. Inia fait partie du raïon d'Ongoudaï, un des dix raïons de la république, qui se trouve dans le centre-sud de la république. Son centre administratif est Ongoudaï, à 45 km au nord-ouest. Le village fait partie de l'établissement rural d'Inia (ru), dont il est le chef-lieu, et qui possède aussi six autres villages.

### Localités limitrophes
Les villages les plus proches sont Malaïa Inia à 3,4 km à l'est, Tchouïozy à 7,7 km au sud-est, et Maly Ialoman à 6,2 km au nord-ouest.
| Maly Ialoman |      |             |
|              | Inia | Malaïa Inia |
|              |      | Tchouïozy   |

## Toponymie
Inia vient de l'altaï « iin »qui signifie épaule, ou du Khakasse « nin », qui signifie manche, rivière.

## Histoire
Dans les archives du Haut-Altaï, Inia est mentionné comme un site de peuplement habité temporairement (ils étaient semi-nomades/nomades) par plusieurs familles oïrates. La zone a des terres agricoles, que les Altaïens utilisent mutuellements, mais il n'y a jamais eu de Russes avant le XXe siècle ici. La date officielle de fondation est 1900,.
L'histoire du village est indissociable avec l'histoire de la route de la Tchouïa. C'est la construction de la route qui fit principalement émerger le village. En 1903, le troisième ferry traversant la Katoun fut mis en place ici. Auparavant, la route de la Tchouïa passait par le col de Kor-Ketchu et par celui de Saljar sur la rive droite de la Katoun, mais ce nouveau ferry permis d'arrêter cette partie dangereuse.
Après la guerre civile russe, Inia voyait passer sur la route de la tchouïa le bétail de Mongolie. Un point d'importation de bétail fut ouvert au début de l'époque soviétique, avec des douanes, de l'hébergement, de la nourriture, des bains publics et un service vétérinaire.
La construction d'Inia a réellement commencé pendant les années 1930. En 1931, une école de conducteurs fut ouverte à Inia, avec 100 personnes dans sa première promotion. En 1934, une bibliothèque ouvrit dans le village. L'année suivante, le bâtiment de l'école fut construit tout comme un hôpital, qui pendant la Seconde Guerre mondiale, soigna des blessés venus du front. En 1936, le premier monument à Vladimir Lénine de tout l'oblast autonome du Haut-Altaï y fut érigé. La même année, une maison de la culture, avec un audoitorium, un orchestre, y fut ouvert. Toujours en 1936, le pont d'Inia fut ouvert dans le village, marquant l'achèvement de la route de la Tchouïa.
Pendant les années 1960, Inia acquit une boulangerie, une cantine, un bureau de poste et un jardin d'enfants. En 1967, la ferme d'État d'Inia fut établie, avec comme principale activité l'élevage pour la laine et la viande.

## Démographie
Recensements (*) et estimations de la population,,:
| 2002* | 2010* | 2012 | 2013 |
| ----- | ----- | ---- | ---- |
| 91    | 798   | 746  | 745  |

| 2014 | 2015 | 2016 | 2021* |
| ---- | ---- | ---- | ----- |
| 742  | 727  | 730  | 670   |

En 2002, sur les 862 habitants, il y avait 86 % d'Altaïens.

## Économie, transports et services
Le village est desservi par la route de la Tchouïa (R256), se situant au 703e km de celle-ci, route fédérale allant de Novossibirsk jusqu'à Tachanta, en desservant de très nombreuses localités de la république, et agissant comme l'axe de transport principal de la région.
Depuis 2020, le village dispose d'une centrale solaire d'une capacité de 25 MW.

## Culture locale et patrimoine

### Monuments
Le village possède le pont d'Inia, inauguré en 1936, qui permit l'achèvement de la route de la Tchouïa. Premier pont suspendu de Russie, il a été remplacé par un pont en béton en 1970. Le pont est classé aux objets patrimoniaux culturels d'importance régionale depuis 1989.
À l'entrée du village se trouve un monument en l'honneur de Vladimir Lénine : une petite sculpture du chef de la révolution est installée sur un piédestal assez grand avec une inclinaison vers l'avant, qui rappelle la célèbre Tour Tatline. Le piédestal est en béton, la sculpture en bronze. Le piédestal a la forme d'une étoile à cinq branches, avec des marches sur trois de ses côtés. La partie supérieure du piédestal forme en spiral, et le piédestal est peint en blanc. La hauteur total du monument est d'environ 4 m L'ouverture du monument a eu lieu en 1936. La statue est un objet patrimonial culturel d'importance régionale depuis 1989.

### Archéologie
À la périphérie nord-ouest du village, à gauche de la route de la Tchouïa, se trouve un monument archéologique, le cimetière d'Inia-1. Il se compose de monticules de pierre recouverts de verdure d'un diamètre de 3 à 30 m, mais aussi de balbals, de sculptures, de stèles et d'un grand nombre de clôtures rectangulaires. Les objets dateraient du début de l'ère scythe, de la période Pazyryk et du Moyen Âge.
Non-loin se trouve le cimetière d'Inia-2, qui comprend 52 tumulus recouverts de verdures d'un diamètre de 2 à 20 m. La plupart des restes datent vraisemblablement de l'époque Pazyryk.

## Galerie

Village d'Inia:
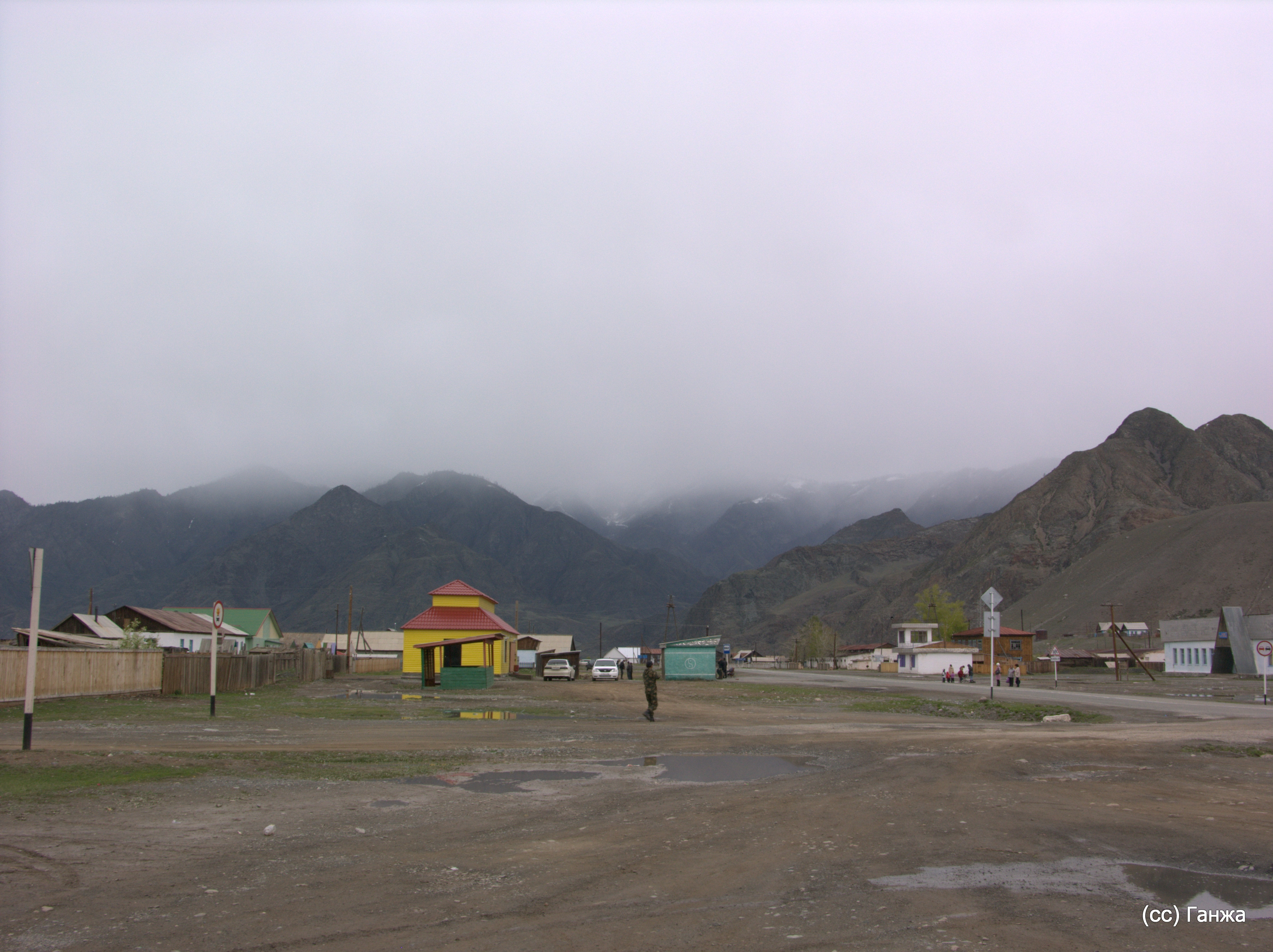
Centre d'Inia
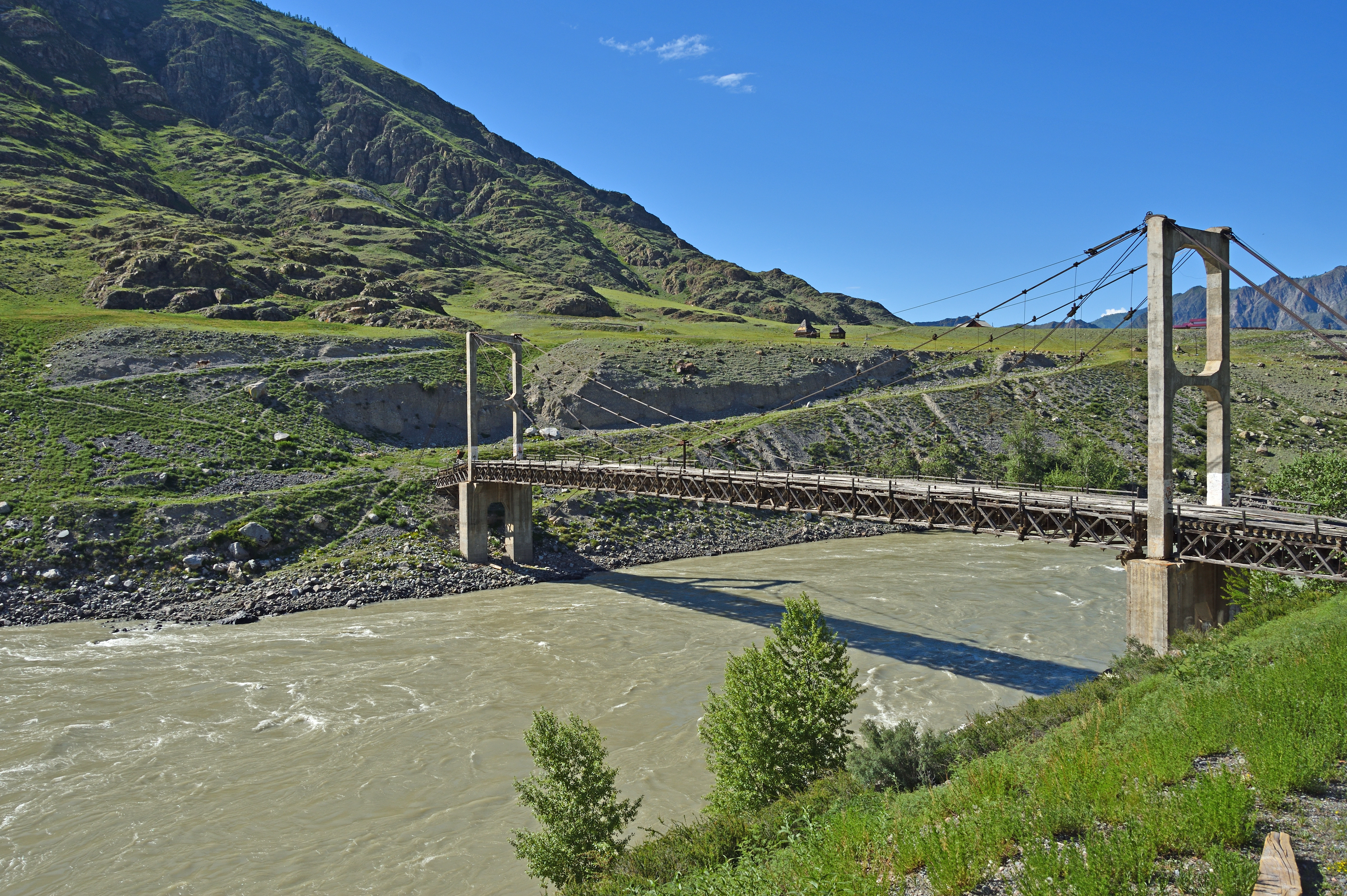
Pont d'Inia
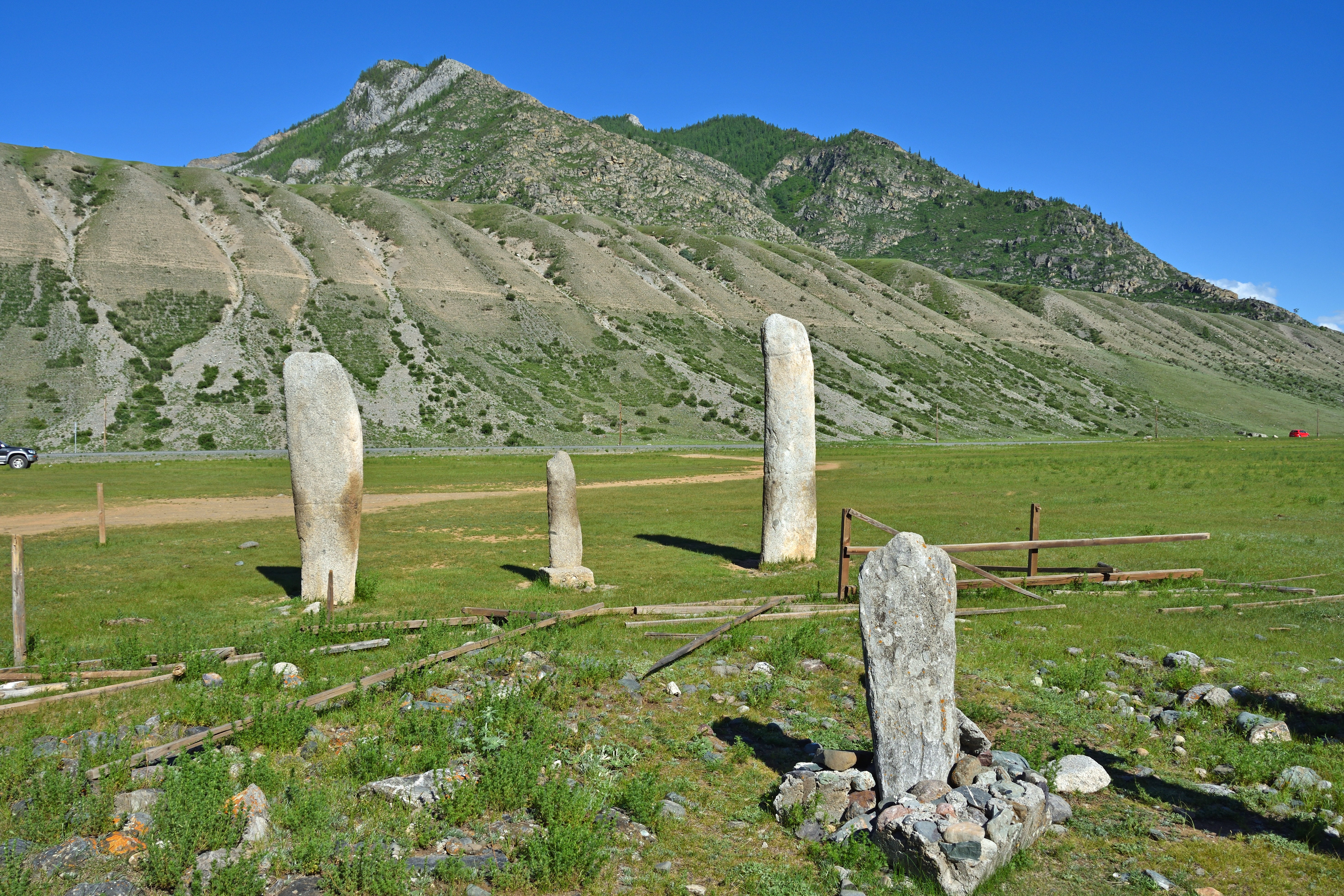
Stèles à Inia.
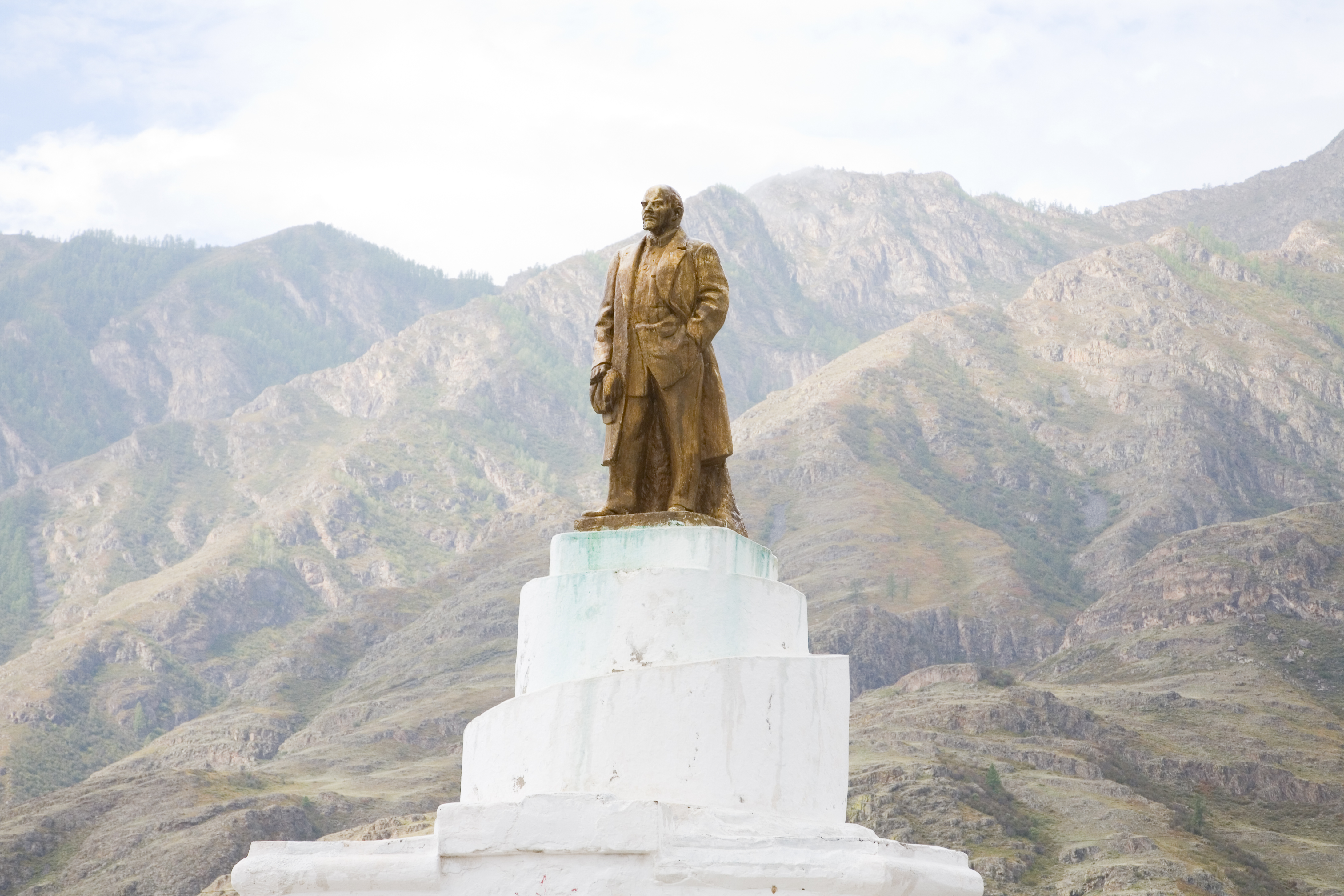
Statue de Lénine à Inia.